# Società Sportiva Lanerossi Vicenza 1981-1982
Questa voce raccoglie le informazioni riguardanti la Società Sportiva Lanerossi Vicenza nelle competizioni ufficiali della stagione 1981-1982.

## Stagione
Il campionato 1981-1982 fu il primo campionato in cui il Vicenza giocò in Serie C dopo più di quarant'anni. In quell'anno vinse la Coppa Italia Serie C.
A fine campionato la squadra totalizzò 46 punti concludendo il campionato al terzo posto a un solo punto dal Monza, che occupava l'ultimo posto disponibile per la promozione in Serie B.

## Rosa
| N. |                   | Ruolo | Calciatore         |
| -- | ----------------- | ----- | ------------------ |
|    | Italia (bandiera) | P     | Massimo Bianchi    |
|    | Italia (bandiera) | P     | Raffaele Di Fusco  |
|    | Italia (bandiera) | D     | Gianni Bottaro     |
|    | Italia (bandiera) | D     | Giuseppe Erba      |
|    | Italia (bandiera) | D     | Paolo Mazzeni      |
|    | Italia (bandiera) | D     | Alessandro Renica  |
|    | Italia (bandiera) | D     | Cosimo Corallo     |
|    | Italia (bandiera) | D     | Fabio Marangon     |
|    | Italia (bandiera) | D     | Stefano Guerra     |
|    | Italia (bandiera) | D     | Carlo Ancillotti   |
|    | Italia (bandiera) | D     | Stefano Mercorelli |
|    | Italia (bandiera) | C     | Eligio Nicolini    |

| N. |                   | Ruolo | Calciatore          |
| -- | ----------------- | ----- | ------------------- |
|    | Italia (bandiera) | C     | Carlo Perrone       |
|    | Italia (bandiera) | C     | Luigino Dal Prà     |
|    | Italia (bandiera) | C     | Dario Donà          |
|    | Italia (bandiera) | C     | Luigi Delneri       |
|    | Italia (bandiera) | C     | Marco Medaglia      |
|    | Italia (bandiera) | C     | Massimo Princivalle |
|    | Italia (bandiera) | C     | Mauro Sberveglieri  |
|    | Italia (bandiera) | C     | Marco Barbagli      |
|    | Italia (bandiera) | A     | Massimo Briaschi    |
|    | Italia (bandiera) | A     | Oriano Grop         |

## Risultati

### Serie C1

#### Girone di andata
| Fano 20 settembre 1981 1ª giornata | Fano | 0 – 0 | Lanerossi Vicenza | Stadio Raffaele Mancini |

| Vicenza 27 settembre 1981 2ª giornata | Lanerossi Vicenza | 1 – 0 | Sant'Angelo | Stadio Romeo Menti |

| Empoli 4 ottobre 1981 3ª giornata | Empoli | 1 – 1 | Lanerossi Vicenza | Stadio Carlo Castellani |

| Vicenza 11 ottobre 1981 4ª giornata | Lanerossi Vicenza | 3 – 0 | Treviso | Stadio Romeo Menti |

| Modena 18 ottobre 1981 5ª giornata | Modena | 2 – 2 | Lanerossi Vicenza | Stadio Alberto Braglia |

| Vicenza 25 ottobre 1981 6ª giornata | Lanerossi Vicenza | 0 – 0 | Padova | Stadio Romeo Menti |

| Forlì 1 novembre 1981 7ª giornata | Forlì | 2 – 0 | Lanerossi Vicenza | Stadio Tullo Morgagni |

| Vicenza 8 novembre 1981 8ª giornata | Lanerossi Vicenza | 1 – 0 | Triestina | Stadio Romeo Menti |

| Mantova 15 novembre 1981 9ª giornata | Mantova | 0 – 3 | Lanerossi Vicenza | Stadio Danilo Martelli |

| Parma 22 novembre 1981 10ª giornata | Parma | 2 – 2 | Lanerossi Vicenza | Stadio Ennio Tardini |

| Vicenza 29 novembre 1981 11ª giornata | Lanerossi Vicenza | 2 – 4 | Monza | Stadio Romeo Menti |

| Rho 6 dicembre 1981 12ª giornata | Rhodense | 1 – 1 | Lanerossi Vicenza | Stadio Luigi Panico |

| Vicenza 13 dicembre 1981 13ª giornata | Lanerossi Vicenza | 2 – 0 | Sanremese | Stadio Romeo Menti |

| Vicenza 20 dicembre 1981 14ª giornata | Lanerossi Vicenza | 3 – 0 | Trento | Stadio Romeo Menti |

| Bergamo 3 gennaio 1982 15ª giornata | Atalanta | 2 – 0 | Lanerossi Vicenza | Stadio comunale |

| Vicenza 10 gennaio 1982 16ª giornata | Lanerossi Vicenza | 3 – 0 | Alessandria | Stadio Romeo Menti |

| Piacenza 17 gennaio 1982 17ª giornata | Piacenza | 0 – 3 | Lanerossi Vicenza | Stadio Galleana |

#### Girone di ritorno
| Vicenza 24 gennaio 1982 18ª giornata | Lanerossi Vicenza | 3 – 1 | Fano | Stadio Romeo Menti |

| Sant'Angelo Lodigiano 31 gennaio 1982 19ª giornata | Sant'Angelo | 1 – 4 | Lanerossi Vicenza | Stadio Carlo Chiesa |

| Vicenza 7 febbraio 1982 20ª giornata | Lanerossi Vicenza | 1 – 1 | Empoli | Stadio Romeo Menti |

| Treviso 14 febbraio 1982 21ª giornata | Treviso | 1 – 1 | Lanerossi Vicenza | Stadio Omobono Tenni |

| Vicenza 21 febbraio 1982 22ª giornata | Lanerossi Vicenza | 0 – 0 | Modena | Stadio Romeo Menti |

| Padova 28 febbraio 1982 23ª giornata | Padova | 1 – 0 | Lanerossi Vicenza | Stadio Silvio Appiani |

| Vicenza 7 marzo 1982 24ª giornata | Lanerossi Vicenza | 1 – 0 | Forlì | Stadio Romeo Menti |

| Trieste 21 marzo 1982 25ª giornata | Triestina | 0 – 1 | Lanerossi Vicenza | Stadio Giuseppe Grezar |

| Vicenza 28 marzo 1982 26ª giornata | Lanerossi Vicenza | 3 – 1 | Mantova | Stadio Romeo Menti |

| Vicenza 4 aprile 1982 27ª giornata | Lanerossi Vicenza | 0 – 0 | Parma | Stadio Romeo Menti |

| Monza 18 aprile 1982 28ª giornata | Monza | 1 – 0 | Lanerossi Vicenza | Stadio Gino Alfonso Sada |

| Vicenza 25 aprile 1982 29ª giornata | Lanerossi Vicenza | 2 – 0 | Rhodense | Stadio Romeo Menti |

| Sanremo 2 maggio 1982 30ª giornata | Sanremese | 0 – 0 | Lanerossi Vicenza | Stadio comunale |

| Trento 9 maggio 1982 31ª giornata | Trento | 1 – 2 | Lanerossi Vicenza | Stadio Briamasco |

| Vicenza 16 maggio 1982 32ª giornata | Lanerossi Vicenza | 2 – 2 | Atalanta | Stadio Romeo Menti |

| Alessandria 23 maggio 1982 33ª giornata | Alessandria | 0 – 1 | Lanerossi Vicenza | Stadio Giuseppe Moccagatta |

| Vicenza 30 maggio 1982 34ª giornata | Lanerossi Vicenza | 2 – 1 | Piacenza | Stadio Romeo Menti |

### Coppa Italia Serie C

#### Fase a gironi
| Vicenza 1981 | Lanerossi Vicenza | 2 – 0 | Monselice | Stadio Romeo Menti |

| Padova 1981 | Padova | 1 – 2 | Lanerossi Vicenza |  |

| Vicenza 1981 | Lanerossi Vicenza | 1 – 1 | Padova | Stadio Romeo Menti |

| Monselice 1981 | Monselice | 0 – 3 | Lanerossi Vicenza |  |

#### Qualificazione alla fase finale ad eliminazione diretta
Otto squadre sono state estratte a sorte per disputare le qualificazioni ai sedicesimi di finale, al fine di ridurre ulteriormente il numero delle squadre ammesse alla fase a eliminazione diretta.
| Vicenza 28 ottobre 1981 | Lanerossi Vicenza | 7 – 1 | Lecco | Stadio Romeo Menti |

| Lecco 11 novembre 1981 | Lecco | 1 – 3 | Lanerossi Vicenza |  |

#### Fase finale ad eliminazione diretta
| Mantova 25 novembre 1981 Sedicesimi di finale - andata | Mantova | 1 – 1 | Lanerossi Vicenza |  |

| Vicenza 9 dicembre 1981 Sedicesimi di finale - ritorno | Lanerossi Vicenza | 1 – 0 | Mantova | Stadio Romeo Menti |

| Trieste 10 febbraio 1982 Ottavi di finale - andata | Triestina | 0 – 0 | Lanerossi Vicenza |  |

| Vicenza 24 febbraio 1982 Ottavi di finale - ritorno | Lanerossi Vicenza | 2 – 0 | Triestina | Stadio Romeo Menti |

| Legnano 31 marzo 1982 Quarti di finale - andata | Legnano | 0 – 0 | Lanerossi Vicenza |  |

| Vicenza 14 aprile 1982 Quarti di finale - ritorno | Lanerossi Vicenza | 6 – 1 | Legnano | Stadio Romeo Menti |

| Savona 28 aprile 1982 Semifinale - andata | Savona | 1 – 1 | Lanerossi Vicenza |  |

| Vicenza 19 maggio 1982 Semifinale - ritorno | Lanerossi Vicenza | 2 – 1 | Savona | Stadio Romeo Menti |

| Campobasso 13 giugno 1982 Finale - andata | Campobasso         | 0 – 0 | Lanerossi Vicenza | Stadio Giovanni Romagnoli\| Arbitro: \| De Marchi (Novara) \| |
| Arbitro:                                  | De Marchi (Novara) |       |                   |                                                               |

| Arbitro: | Testa (Prato) |

|                                           |           |               |
| Corallo 82’ Guerra 91’ Renica 112’ (rig.) | Marcatori | 7’ Maragliulo |

## Statistiche

### Statistiche di squadra
| Competizione         | Punti | In casa | In casa | In casa | In casa | In casa | In casa | In trasferta | In trasferta | In trasferta | In trasferta | In trasferta | In trasferta | Totale | Totale | Totale | Totale | Totale | Totale | DR  |
| Competizione         | Punti | G       | V       | N       | P       | Gf      | Gs      | G            | V            | N            | P            | Gf           | Gs           | G      | V      | N      | P      | Gf     | Gs     | DR  |
| -------------------- | ----- | ------- | ------- | ------- | ------- | ------- | ------- | ------------ | ------------ | ------------ | ------------ | ------------ | ------------ | ------ | ------ | ------ | ------ | ------ | ------ | --- |
| Serie C1             | 46    | 17      | 11      | 5       | 1       | 29      | 10      | 17           | 6            | 7            | 4            | 21           | 15           | 34     | 17     | 12     | 5      | 50     | 25     | +25 |
| Coppa Italia Serie C | -     | 8       | 7       | 1       | 0       | 24      | 5       | 8            | 3            | 5            | 0            | 10           | 4            | 16     | 10     | 6      | 0      | 34     | 9      | +25 |
| Totale               | 46    | 25      | 18      | 6       | 1       | 53      | 15      | 25           | 9            | 12           | 4            | 31           | 19           | 50     | 27     | 18     | 5      | 84     | 34     | +50 |